# Den Andel
Pour les articles homonymes, voir Andel.
Den Andel (en groningois : Naandel) est un village de la commune néerlandaise de Het Hogeland, situé dans la province de Groningue.

## Géographie
Le village est situé dans le nord de la province, entre Baflo et la mer des Wadden.

## Histoire
Den Andel fait partie de la commune de Baflo avant le 1er janvier 1990 puis de Winsum avant le 1er janvier 2019, où elle est supprimée et fusionnée avec Bedum, De Marne et Eemsmond pour former la nouvelle commune de Het Hogeland.

## Démographie
Le 1er janvier 2018, le village comptait 375 habitants.